# Mika Nakashima
Mika Nakashima (中島 美嘉, Nakashima Mika) és una actriu i cantant de J-Pop/Jazz originària de Hioki, a la Prefectura de Kagoshima en Japó, nascuda el 19 de febrer de 1983.

## Biografia

### Començaments
Nascuda com la tercera filla d'una família originària de la Prefectura de Kagoshima, des que era una xiqueta Mika somiava a ser una famosa cantant i ser una estrella. En la seua adolescència va decidir no assistir a l'educació superior, per a estar concentrada al 100% a fer el seu somni realitat d'una carrera musical. El primer demo que va enviar a certa companyia disquera fou el qual li va donar la seua primera oportunitat per a aconseguir el seu objectiu per a l'estrellat: va ser la triada entre unes 2.000 joves per a protagonitzar a l'heroïna en la sèrie de TV del 2001 cridada Kizudakare no Love Song ("Cicatriu d'una Cançó d'Amor"); en novembre d'eixe mateix any Mika feu el seu debut com a cantant signant un contracte amb SMEJ llançat el seu single debut dit "STARS", que era el tema principal de la sèrie de TV anteriorment esmentada.
El seu segon senzill dit "CRESCENT MOON", que fou limitat només a 100.000 còpies, increïblement s'esgotà en tot Japó al primer dia del seu llançament, catapultant-la a l'èxit. Molt bones vendes també assoliren les seues següents singles llançats abans del seu àlbum debut titulat "TRUE", el qual va anar nº 1 en les llistes d'Oricon i en només 3 setmanes ja havia venut un milió de còpies, convertint-la amb el temps en una de les artistes japoneses més requisades. Açò va quedar clarament demostrat en el seu primer mini àlbum llançat, titulat "RESSITANCE", va estar en el primer lloc de les llistes d'Oricon per dues setmanes consecutives. Per a finals de l'any 2002 Mika es convertia en l'artista revelació, guanyant premis a "Millor Nova Artista" en pràcticament tots els premis a la música nipona, entre els quals s'incloïen els Japan Record Award.

### Desenvolupament de la seua carrera
La seua peculiar i estil musical J-Pop/Jazz ja es convertí una mica característic. Des del 2003 comença a escriure les lletres per a les seues cançons, i llançà diversos singles reeixits abans de llançar-se el seu segon àlbum d'estudi, "LOVE". L'àlbum va ser un èxit rotund, superant al seu primer disc en vendes fins a rondejar el milió i mig de còpies venudes. I l'èxit de l'àlbum no només va estar present al Japó. En Corea l'àlbum va trencar la barrera del milió de còpies venudes, convertint a Mika en la primera cantant japonesa que assoleix tal feta en aquest país. En el lliurament dels Japan Record Award d'aqueix any "LOVE" no només a les millors lletres presents en un àlbum, sinó que també el premi al millor àlbum d'aqueix any.
Els seus treballs llançats els anys següents igualment van ser reeixits, incloent el seu segon mini àlbum "Oborozukiyo Inori" el 2004, i el seu tercer àlbum d'estudi al començament del 2005, "MUSIC", ambdós arribant a el nº 1 en les llistes d'allò més venut del seu país. La seua carrera com a actriu també anava en ascens, interpretant diversos papers com en les sèrie de televisió Shiritsu Tantei Hama Mike, i també el seu primer treball en el cinema a l'interior de la producció Guuzen Nimo Saiaku na Shounen.

### L'aparició de Nana i el punk
La carrera de Mika anava en ascens, però un èxit explosiu va ocórrer en l'any 2005 gràcies a la pel·lícula NANA, on va interpretar a Nana Ōsaki, el rol protagonista juntament amb Aoi Miyazaki. La pel·lícula està basada en el manga originalment creat per la dibuixant Ai Yazawa. El tema principal de la pel·lícula interpretat per Mika amb el nom de NANA starring MIKA NAKASHIMA, "GLAMOROUS SKY", és el seu primer tema Rock/Punk produït per Hyde de L'Arc~en~Ciel, que sens dubte marcava una adreça distinta musicalment parlant dins del seu historial. El tema es va mantenir en el primer lloc de les llistes d'Oricon, i fou el senzill d'una cantant femenina millor venut d'eixe any. I també va ser reconeguda la seua actuació dins de la pel·lícula, guanyant el Premi Japonès de l'Acadèmia d'aqueix any al seu torn. Poc després s'anunciava que ja estaven en plans de fer una seqüela per a la pel·lícula, aquesta vegada al costat de Yui Ichikawa.
A la fi d'enguany va ser llançat "BEST", la primera compilació de singles de l'artista, i un dels àlbums més venuts de l'any en Oricon, superant el milió de còpies venudes. El tema inclòs en l'àlbum com bonus track, "AMAZING GRACE '05", cover de la famosa cançó americana Amazing Grace, es va dur el premi a "Millor Buzz Asia del Japó" dels MTV Video Music Awards nipó, així com "GLAMOROUS SKY" es va dur el premi a "Millor Cançó d'un Film" en aquesta condecoració.
Els començaments del 2006 es va deixar per un temps el rol de Nana para ser novament Mika Nakashima, regressant al seu orígens Jazz llançant al febrer el seu single "CRY NO MORE", un dels temes escollits com ending per a la sèrie d'animació japonesa de vampirs cridada Blood+, i on per a l'enregistrament del vídeo musical la jove va viatjar per primera vegada a Memphis, Estats Units. Després dels desastres ocorreguts eixe any a causa de l'Huracà Katrina en les zones de Nova Orleans, es llançà el single "ALL HANDS TOGETHER" en col·laboració amb la finalitat de donar suport la reconstrucció de la ciutat després del pas d'aquest huracà. El single també incloc el segon cover de Mika a una famosa cançó nord-americana: la cançó "What A Wonderful World" de George Weiss. A la fi d'eixe any, al novembre torna a introduir-se dins del seu paper de Nana llançant el single "Hitoiro". Temps després sorprengué a molts la notícia que fins i tot llançaria un àlbum d'estudi sota el paper de Nana, a part de fer concerts en nom de la banda fictícia Black Stones, present dins de la pel·lícula. Al desembre de 2006 es van llançar tant NANA 2, com també el primer àlbum de NANA starring MIKA NAKASHIMA, "THE END", el qual debutà nº 2 en Oricon, venent més de cent mil còpies en les seues primera setmanes a la venda. Gràcies a la pel·lícula Mika fins i tot va viatjar als Estats Units juntament amb Yui Ichikawa per a promocionar el film, que ha estat molt bé rebut en l'ambient del cinema asiàtic del país americà.

### Esdeveniments recents
Una vegada ocorregut ja tota l'experimentació en els estils propis de Nana Ōsaki, el retorn al que és Mika Nakashima es produí novament al començament de l'any 2007: inicialment amb un nou senzill titulat "Mienai Hoshi", triat tema principal del dorama dit Haken no Hinkaku. El single tingué és actualment un dels que ha corregut pitjor sort des de "MY SUGAR CAT", i el seu segon treball que en la seua primera setmana no assoleix quedar entre els deu primers llocs dels més venuts.
Al cap de poc una nova cançó, "I LOVE YOU", una balada cover del reconegut cantant japonès Yutaka Ozaki, era exposada en un nou vídeo musical en els principals canals de televisió japonesos. La cançó no estava planejada per a ser llançada com un nou senzill, sinó que era la cançó principal del primer àlbum d'estudi de Mika en dos anys -el seu cinquè treball original-, titulat simplement "YES", que ja abans del seu llançament tenia cinc senzills com suport. L'àlbum fou rebut de forma més positiva que el seu anterior treball llançat com Nana, debutant en el tercer lloc de les llistes en la seua primera setmana, amb vendes superiors a les cent cinquanta mil còpies, i actualment ja ha superat les dues-centes cinquanta mil.

## Discografia

### Àlbums
1. TRUE (28 d'agost, 2002)
2. LOVE (6 de novembre, 2003)
3. MUSIC (9 de març, 2003)
4. THE END (13 de desembre, 2006) Llançat amb el nom de NANA starring MIKA NAKASHIMA
5. YES (14 de març, 2007)
6. VOICE (26 de novembre, 2008)

#### Mini àlbums
1. RESISTANCE (7 de novembre, 2002)
2. Oborozukiyo~Inori (朧月夜～祈り) (15 de setembre, 2004)

#### Compilacions
- BEST (7 de desembre, 2005)
- NO MORE RULES (4 de març, 2009)

### Singles
1. STARS (7 de novembre, 2001)
2. CRESCENT MOON (6 de febrer, 2002)
3. ONE SURVIVE (6 de març, 2002)
4. Helpless Rain (15 de maig, 2002)
5. WILL (7 d'agost, 2002)
6. Aishiteru (愛してる) (29 de gener, 2003)
7. Love Addict (9 d'abril, 2003)
8. Seppun (接吻) (25 de juny, 2003)
9. FIND THE WAY (6 d'agost, 2003)
10. Yuki no Hana (雪の華) (1 d'octubre, 2003)
11. SEVEN (7 d'abril, 2004)
12. Hi no Tori (火の鳥) (2 de juny, 2004)
13. LEGEND (20 d'octubre, 2004)
14. Sakurairo Maukoro (桜色舞うころ) (2 de febrer, 2005)
15. Hitori (ひとり) (25 de maig, 2005)
16. GLAMOROUS SKY (31 d'agost, 2005) Llançat amb el nom de NANA starring MIKA NAKASHIMA
17. CRY NO MORE (22 de febrer, 2006)
18. ALL HANDS TOGETHER (7 de juny, 2006)
19. My Sugar Cat (26 de juny, 2006)
20. Hitoiro (一色) (29 de novembre, 2006) Llançat amb el nom NANA starring MIKA NAKASHIMA
21. Mienai Hoshi (見えない星) (21 de febrer, 2007)
22. Sunao na Mama (素直なまま) (14 de març, 2007)
23. LIFE (22 d'agost, 2007)
24. Eien no Uta (永遠の詩) (3 d'octubre, 2007)
25. SAKURA~Hanagasumi~ (SAKURA~花霞~) (12 de març, 2008)
26. I DON'T KNOW (23 de juny, 2008) Llançat amb el nom MICA 3 CHU
27. ORION (12 de novembre, 2008)
28. Over Load (13 d'abril, 2009)

### DVD
- FILM LOTUS (27 de març, 2002)
- KISEKI the document of a star (18 de desembre, 2002)
- FILM LOTUS II (5 de març, 2003)
- The First Tour 2003 Live & Document (2 de maig, 2003)
- FILM LOTUS II (3 de desembre, 2003)
- MIKA NAKASHIMA concert tour 2004 "LOVE" FINAL (25 d'agost, 2004)
- FILM LOTUS IV (24 de març, 2005)
- MIKA NAKASHIMA LET'S MUSIC TOUR 2005 (9 de novembre, 2005)
- BEST (28 de desembre, 2005)
- FILM LOTUS V ～SOUTHERN COMFORT 2006～ (6 de setembre, 2006)
- FILM LOTUS VI (22 d'agost, 2007)
- MIKA NAKASHIMA CONCERT TOUR 2007 YES MY JOY (7 de setembre, 2007)

## Filmografia

### Televisió
- Kizudakare no Love Song (傷だらけのラブソング) (2001)
- Shiritsutantei Hama Mike (私立探偵濱マイク) (2002)
- Namahōsō wa Tomaranai! (生放送はとまらない!) (2003)
- Ryuusei no Kizuna! (流星の絆) (2008)

### Cinema
- Gūzen ni mo Saiaku na Shōnen (偶然にも最悪な少年) (2003)
- NANA (2005)
- WILD SPEED X3 TOKYO DRIFT (ワイルドスピードX3 TOKYO DRIFT) (2006)
- NANA 2 (2006)